# Matarani
Matarani est une ville portuaire situé sur la côte sud-ouest du Pérou dans la province d'Islay. Il donne accès à la ville coloniale d'Arequipa, à 75 miles (121 km) à l'intérieur. De cette ville, on est a 200 miles (322 km) du lac Titicaca et à 400 miles (644 km) de Cuzco et du Machu Picchu. Le port de la ville de Matarani est un élément important pour le Pérou et le Brésil sur le plan des échanges commerciaux entre l'Atlantique et le Pacifique.

## Histoire
Matarani est la porte d'accès à Arequipa, possédant une préhistoire riche de plus de 10 000 ans, se terminant avec l'arrivée des Espagnols dans les années 1530. Arequipa est riche non seulement d'archéologie inca, mais aussi de diverses cultures pré-inca, et même plus tôt de chasseurs-cueilleurs nomades.